# Цаава Григорій Олександрович
Григорій Олександрович Цаава (груз. გრიგოლ ცაავა; нар. 5 січня 1962, с. Бірцха, Сухумський район, Абхазька АРСР) — радянський та грузинський футболіст, півзахисник та нападник, майстер спорту СРСР (1982).

## Життєпис
Розпочав займатися футболом у 1974 році в «Юному динамівці» (Сухумі). У чемпіонаті СРСР виступав за «Динамо» Тбілісі (1979-1987, 1988-1989) та «Гурію» Ланчхуті (1987-1988).
У 1990 році став переможцем першого чемпіонату Грузії в складі тбіліського «Динамо», яке в той період виступало під назвою «Іберія». У 1991-1994 роках грав за «Цхумі» Сухумі та столичний нижчоліговий «Тетрі Арціві». У 1995 році провів останній матч за тбіліське «Динамо».
У єврокубках зіграв 5 матчів — 2 у Кубку володарів кубків 1981/82, 2 у Кубку УЄФА 1982/83 та 1 у Кубок УЄФА 1995/96.
Виступав за збірну Грузії.
Під час грузино-абхазької війни воював за територіальну цілісність Грузії[джерело?], потім проживав на Кіпрі. У 2007 році працював генеральним секретарем Футбольної федерації Грузії, 10 травня 2008 року обраний президентом федерації футболу Тбілісі.

## Досягнення
- Ліга Еровнулі
  -  Чемпіон (1): 1990[4]

- Кубок Грузії
  -  Фіналіст (1): 1991/92[5]

- Список 33 найкращих футболістів сезону в СРСР (1): 1982 (№ 3)